# Остапенко, Иван Григорьевич
Иван Григорьевич Остапенко (1914—1992) — командир отделения 1-го стрелкового полка 99-й стрелковой дивизии 46-й армии 2-го Украинского фронта, младший сержант. Герой Советского Союза (1945).

## Биография
Родился 20 января 1914 года в селе Глафировка Щербиновского района Краснодарского края.
В Красной Армии с 1941 года. В действующей армии с июня 1941 года. Участвовал в боях на Кубани, в Донбассе и в Крыму. Особо отличился в боях на территории Венгрии.
Указом Президиума Верховного Совета СССР от 24 марта 1945 года за мужество и героизм младшему сержанту Остапенко Ивану Григорьевичу присвоено звание Героя Советского Союза с вручением ордена Ленина и медали «Золотая Звезда».
За отличие при форсировании Дуная Указом от 24.03.1945 года Золотой Звездой Героя Советского Союза наградили ещё 14 воинов  из 2-го стрелкового батальона 1-го стрелкового полка старшего лейтенанта Забобонова Ивана Семеновича, в том числе: старшего лейтенанта Милова Павла Алексеевича, старшего лейтенанта Чубарова Алексея Кузьмича, лейтенанта Храпова Николая Константиновича, лейтенанта Колычева Олега Федосеевича, младшего лейтенанта Кутуева Рауфа Ибрагимовича, старшего сержанта Шарпило Петра Демьяновича, сержанта Ткаченко Ивана Васильевича, сержанта Полякова Николая Федотовича, рядового Зигуненко Ильи Ефимовича, рядового Остапенко Ивана Григорьевича, рядового Мележика Василия Афанасьевича, рядового Зубовича Константина Михайловича, рядового Трошкова Александра Даниловича...
В 1945 году И. Г. Остапенко по состоянию здоровья демобилизован. Жил в городе Баку. Скончался 6 августа 1992 года.